# Gojeiești
Gojeiești falu Romániában, Erdélyben, Fehér megyében.

## Fekvése
Felsővidra közelében fekvő település.

## Története
Gojeieşti korábban Felsővidra része volt, 1956 körül vált külön 157 lakossal. 1966-ban 150, 1977-ben 103, 1992-ben 62, 2002-ben pedig 40 román lakosa volt.